# Forelia cooki
Forelia cooki är en kvalsterart som beskrevs av Herbert Habeeb 1956. Forelia cooki ingår i släktet Forelia och familjen Pionidae. Inga underarter finns listade i Catalogue of Life.